# 平川市立平賀西中学校
平川市立平賀西中学校（ひらかわしりつ ひらかにしちゅうがっこう）は、青森県平川市大光寺にある公立中学校である。

## 概要
平川市の旧平賀地区の西側を学区とし、平川市内では生徒数が最も多い中学校である。校舎の周辺は田んぼが広がっている。

## 沿革
- 1965年（昭和40年）4月1日 - 柏木中学校、大光寺中学校が統合し、平賀西中学校を創立[1]。ただし、校舎は完成しておらず、平賀西中学校○○校舎として存置。
- 1966年（昭和41年）
  - 1月31日 - 校章制定。
  - 3月3日 - 校旗樹立式典挙行。同日、校歌制定し、披露された（共に柏木校舎にて）。
  - 3月31日 - 平賀町大字大光寺字白山9番2号に建設中の新校舎第一期工事終了。
  - 4月27日 - 大光寺校舎の生徒全学年を収容。
  - 12月28日 - 新校舎において授業が始まる（創立記念日）。
- 1967年（昭和42年）
  - 1月15日 - 第二期工事落成。
  - 11月10日 - 第三期工事（体育館）落成。
- 1970年（昭和45年） - 特殊学級1学級増設認可。
- 1974年（昭和49年）11月3日 - 創立10周年記念式典挙行し、記念事業としてプール建設完了。
- 1977年（昭和52年）10月3日 - この日から6日まで、第32回国民体育大会（青森国体）のウェートリフティング会場となる。
- 1988年（昭和63年）10月6日 - 校舎改築工事終了。
- 1991年（平成3年）9月28日 - 台風19号来襲、校舎に甚大な被害を受ける。
- 1993年（平成5年）3月30日 - 増築工事完了、ランチルーム・特別教室等完成。
- 2003年（平成15年）7月1日 - 新校舎に移転する。
- 2004年（平成16年） - 創立40周年記念式典が挙行される。
- 2006年（平成18年）1月1日 - 町村合併による平川市発足により、平川市立平賀西中学校と改称。
- 2011年（平成23年）3月 - 太陽光発電システムが完成し、稼働。
- 2015年（平成27年）
  - 8月 - 非構造部材落下防止対策完了。
  - 11月x日 - 太陽光発電設備蓄電池整備完了。
  - 11月17日 - 創立50周年記念式典挙行。
- 2016年（平成28年）1月 - 体育館武道場非構造部材耐震化完了。

## 生徒数
| 学年 | 1年 | 2年 | 3年 | 特別支援 | 合計 |
| ---- | --- | --- | --- | -------- | ---- |
| 学級 | 3   | 3   | 2   | 2        | 10   |
| 生徒 | 91  | 108 | 81  | 8 (内数) | 272  |

## 学校行事
公式サイト内 -お知らせ（年間行事予定）-より。（2012年）
| - 1学期 - 4月 新任式、入学式、1学期始業式、参観日 - 5月 前期生徒総会、3年修学旅行、1・2年家庭訪問、避難訓練、運動会 - 6月 学校開放Day、中体連夏季大会、1学期期末テスト - 7月 1年職場訪問、芸術鑑賞教室、県中体連、参観日、1学期終業式、夏休み | - 2学期 - 8月 2学期始業式、休み明けテスト - 9月 2年職場体験、学校開放Day、中体連秋季大会、避難訓練、全校遠足 - 10月 2学期中間テスト、西中祭（文化祭）、校内合唱コンクール、市音楽発表会 - 11月 2学期期末テスト - 12月 2学期終業式、冬休み | - 3学期 - 1月 3学期始業式、休み明けテスト、避難訓練 - 2月 3年3学期期末テスト、私立入試、1・2年3学期期末テスト - 3月 県立高校入試、卒業式、修了式、離任式 |

## 部活動

### 運動部
- 野球部[2]
- ソフトボール部
- 陸上競技部
- ソフトテニス部
- 卓球部
- バレーボール部
- バスケットボール部

### 文化部
- 合唱部[2]
- 美術部
- 家庭部
- 園芸部
- パソコン部
- 学習部

## 学区
石郷、柏木町、向陽、藤野、雇用住宅、岩館、大坊、原田、三町会、荒田、小和森、大光寺、本町、光城、平成町、南田町、杉館、館田、館山松崎、苗生松、松館、西の平地区。

## アクセス
- 弘南鉄道弘南線平賀駅から、約1.1km、徒歩約16分・自動車約2分。
- 東北自動車道大鰐弘前ICから、自動車で、約4.3km・約8分。

## 周辺
- 青森県道144号平賀門外線
- 弘南鉄道弘南線平賀駅
- 東北電力ネットワーク平賀変電所
- ねぷた展示館（市役所の隣。世界一の扇ねぷたを展示）

## 参考リンク・資料
- 平川市の中学校 - 平川市ホームページ内
- 『平賀町誌 上巻』（平賀町・1985年3月1日発行）「第五編教育 第二章学校教育 第三節中学校」1082頁～1084頁「2 平賀町立平賀西中学校 沿革」
- 『青森県教育史 別巻』（青森県教育委員会・1973年12月20日発行）「学校沿革 中学校」910頁「平賀西中学校」